# Choctaw, Oklahoma
Choctaw är en ort i Oklahoma County i Oklahoma. Vid 2010 års folkräkning hade Choctaw 11 146 invånare.

## Kända personer från Choctaw
- Ryan Merriman, skådespelare